# Zuleyka Rivera

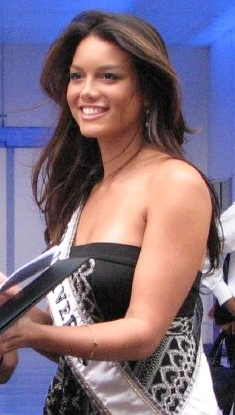
Zuleyka Rivera

Zuleyka Jerris Rivera Mendoza (Cayey, 3 oktober 1987) is een Puerto Ricaanse miss en soapactrice.
Nadat ze Miss Puerto Rico 2006 was geworden, mocht ze meedoen aan de Miss Universe 2006-verkiezing. Op 23 juli 2006 won zij de 56e Miss Universe-verkiezing, die werd gehouden in de Amerikaanse stad Los Angeles.
Zuleyka's overwinning leverde haar vaderland Puerto Rico haar vijfde Miss Universe-titel op en Puerto Rico is hiermee na de Verenigde Staten het meest succesvolle land in de Miss Universe-verkiezingen.
Vlak na haar overwinning viel ze tijdens de eerste officiële persconferentie flauw. In een televisieprogramma lichtte ze toe dat dit het gevolg was van haar zware avondjapon die met zilveren kettingen was afgewerkt en de felle lichten die op haar waren gericht.
Tegenwoordig speelt ze mee in de Spaanstalige soapserie Dame Chocolate.